# 雷电为右卫门
雷电为右卫门（日语：〔〕／ Raiden Tameemon，1767年（明和4年）1月—1825年4月9日（文政8年2月21日）），日本江戶時代相扑力士。雖然他一生從未晉升橫綱，但他被认为是相扑史上的最强力士。

## 生平
雷电为右卫门于明和四年（1767年）出生于信浓国小县郡（今长野县东御市）的一户农家，本名太郎吉（或樽吉）。天明四年（1784年），来当地巡业的浦风林右卫门看中了雷电，并带他前往江户。此后，他被当时身为相扑界领军人物的谷风梶之助收为弟子。
宽政二年（1790年），雷电在江户相扑11月场所首次登场，便获得了8胜2预（优胜相当）的佳绩。宽政七年（1795年），他晋升为大关。至文化八年（1811年）引退为止，他二十年的相扑生涯總共在籍36场所（大关在位27场所）。其间，他创下了28回优胜的纪录，是每年六场所制度建立之前的最高纪录。而其中从文化三年（1803年）10月场所至文化七年（1810年）10月场所的九连霸则至今仍保持着相扑史上最长的连霸纪录。他生涯仅败过十次，胜率达到0.962。这一成绩也超过了历代横纲中幕内胜率最高的梅谷藤太郎（其胜率为0.951）。
文化八年（1811年）引退后，雷电曾获任为松江藩相扑头取。他于文政八年（1825年）去世，终年59岁。
雷電為何從未晉升橫綱的解釋眾說紛紜，成為日本相撲史上最大的謎團之一。其中一個說法是其職業生涯早於横纲位階訂定之前（横纲现在意味着大相扑力士的最高级别，但在过去指的却是腰间繫上粗绳举行相扑入土俵仪式的资格，而非地位，作为地位进行明文规定是在明治四十二年（1909年）），但雷電仍被认为是相扑史上的最强力士。在东京富冈八幡宫内的横纲力士碑上，雷电作为无类力士与历代横纲并列。
作為江戶時代乃至相撲史上屈指的名力士，雷電留有諸多的怪力傳說，同時亦為當時知名的大酒豪。此外，擁有當時相撲少有教養的雷電也著有隨筆「諸国相撲控帳」（雷電日記）、「萬相撲控帳」，被視為江戶時代相撲、社會史研究上的珍貴史料。

## 战绩

### 生涯战绩
- 生涯战绩：254胜10负2分14预5无胜负（35场所）
- 生涯胜率：0.962
- 幕内在位：35场所
- 大关在位：27场所
- 关胁在位：7场所
- 小結在位：1场所

### 场所战绩
| 场所                         | 级别   | 战绩             | 备注           |
| ---------------------------- | ------ | ---------------- | -------------- |
| 宽政二年（1790年）11月场所   | 西关胁 | 8胜2预           | 优胜相当       |
| 宽政三年（1791年）4月场所    | 西关胁 | 6胜1负1无胜负2休 |                |
| 宽政三年（1791年）11月场所   | 西关胁 | 8胜1预1休        |                |
| 宽政四年（1792年）3月场所    | 不出场 | 不出场           | 不出场         |
| 宽政四年（1792年）11月场所   | 西关胁 | 2胜1休           |                |
| 宽政五年（1793年）3月场所    | 西关胁 | 8胜1负           | 優胜同点相当   |
| 宽政五年（1793年）10月场所   | 西关胁 | 8胜1预1休        | 优胜相当（2）  |
| 宽政六年（1794年）3月场所    | 西小結 | 6胜1分1预2休     | 优胜相当（3）  |
| 宽政六年（1794年）11月场所   | 西关胁 | 8胜1预1休        | 优胜相当（4）  |
| 宽政七年（1795年）3月场所    | 西大关 | 5胜              | 优胜相当（5）  |
| 宽政七年（1795年）11月场所   | 不出场 | 不出场           | 不出场         |
| 宽政八年（1796年）3月场所    | 不出场 | 不出场           | 不出场         |
| 宽政八年（1796年）10月场所   | 西大关 | 9胜1休           | 优胜相当（6）  |
| 宽政九年（1797年）3月场所    | 西大关 | 8胜1负1休        | 优胜相当（7）  |
| 宽政九年（1797年）10月场所   | 西大关 | 10胜             | 优胜相当（8）  |
| 宽政十年（1798年）3月场所    | 西大关 | 8胜1无胜负1休    | 优胜相当（9）  |
| 宽政十年（1798年）10月场所   | 西大关 | 9胜1休           | 优胜相当（10） |
| 宽政十一年（1799年）2月场所  | 西大关 | 6胜1休           | 优胜相当（11） |
| 宽政十一年（1799年）11月场所 | 西大关 | 9胜1休           | 优胜相当（12） |
| 宽政十二年（1800年）4月场所  | 不出场 | 不出场           | 不出场         |
| 宽政十二年（1800年）10月场所 | 西大关 | 6胜1负1预2休     |                |
| 享和元年（1801年）3月场所    | 西大关 | 6胜1预3休        | 优胜相当（13） |
| 享和元年（1801年）11月场所   | 不出场 | 不出场           | 不出场         |
| 享和二年（1802年）2月场所    | 不出场 | 不出场           | 不出场         |
| 享和二年（1802年）11月场所   | 西大关 | 8胜2休           | 优胜相当（14） |
| 享和三年（1803年）3月场所    | 西大关 | 5胜2预           | 优胜相当（15） |
| 享和三年（1803年）10月场所   | 西大关 | 9胜1休           | 优胜相当（16） |
| 文化元年（1804年）3月场所    | 不出场 | 不出场           | 不出场         |
| 文化元年（1804年）10月场所   | 西大关 | 8胜1负1休        | 优胜相当（17） |
| 文化二年（1805年）2月场所    | 西大关 | 10胜             | 优胜相当（18） |
| 文化二年（1805年）10月场所   | 西大关 | 9胜1负           | 优胜相当（19） |
| 文化三年（1806年）2月场所    | 西大关 | 3胜1负1休        |                |
| 文化三年（1806年）10月场所   | 西大关 | 9胜1预           | 优胜相当（20） |
| 文化四年（1807年）2月场所    | 西大关 | 8胜1预1休        | 优胜相当（21） |
| 文化四年（1807年）11月场所   | 西大关 | 8胜1预1无胜负    | 优胜相当（22） |
| 文化五年（1808年）3月场所    | 西大关 | 7胜1无胜负2休    | 优胜相当（23） |
| 文化五年（1808年）10月场所   | 西大关 | 9胜1负           | 优胜相当（24） |
| 文化六年（1809年）2月场所    | 西大关 | 8胜1预1休        | 优胜相当（25） |
| 文化六年（1809年）10月场所   | 西大关 | 7胜1负2休        | 优胜相当（26） |
| 文化七年（1810年）2月场所    | 西大关 | 9胜1无胜负       | 优胜相当（27） |
| 文化七年（1810年）10月场所   | 西大关 | 7胜1负1分1休     | 优胜相当（28） |
| 文化八年（1811年）2月场所    | 西大关 | 全休             | 引退           |

## 登场作品
- 「鍬潟」 - 落語。
- 尾崎士郎「雷電」「続雷電」 - 読売新聞社

- 飯嶋和一「雷電本紀」 - 河出書房新社
- 安部龍太郎「雷電曼陀羅」（短編集「忠直卿御座船」に収録） - 講談社
- 川原正敏「陸奥圓明流外伝 修羅の刻十五巻・陸奥左近の章 雷電爲右ヱ門編」 - 講談社
- 塚脇永久「らいでん」 - 秋田書店
- アジチカ・梅村真也・フクイタクミ「終末的女武神」 - コアミックス